# Impact!
Impact! (с бивше наименование TNA iMPACT!) е кеч телевизионно предаване на Impact Wrestling (преди Total Nonstop Action Wrestling), което се излъчва по телевизия Pursuit Channel в САЩ.
Шоуто дебютира в Съединените щати по Fox Sports Net на 4 юни 2004 г., където остава до май 2005 г. Шоуто започва да излъчва епизоди чрез синдикация в ограничени пазари на Urban America Television (замествайки синдикираното шоу Xplosion) и в интернет между 24 юни и 16 септември 2005 г., преди да се сключи сделка с Spike TV, с първото излъчване на 1 октомври 2005 г. TNA Impact! за първи път започва да излъчва епизоди в събота вечер, преди по-късно да се премести в четвъртък вечер през април 2006 г. За кратко се премества в понеделник вечер през 2010 г. и в сряда вечер през 2014 г. до финалното си предаване по Spike TV. През 2015 г. шоуто се премества в Destination America, първоначално излъчвано в петък вечер, преди да се върне към сряда вечер на 3 юни 2015 г. Последното му излъчване в Destination America е на 16 декември 2015 г. От 21 юли 2016 г. до 4 януари 2019 г. се излъчва седмично по Pop в четвъртък вечер.
От 11 януари 2019 г. Impact! се излъчва всяка петък вечер по Pursuit Channel и на живо в онлайн видео платформата Twitch.

## Телевизионни персонажи

### Шампиони
| Титла                                | Настоящ(и) шампион(и)         | Дата на спечелване | Дата излъчен   | Събитие                                | Предишен шампион         |
| ------------------------------------ | ----------------------------- | ------------------ | -------------- | -------------------------------------- | ------------------------ |
| TNA световна титла в тежка категория | Лашли                         | 12 юни 2016        | 12 юни 2016    | TNA Slammiversary                      | Дрю Галоууей             |
| TNA титла кралят на планината        | Лашли                         | 11 август 2016     | 11 август 2016 | Impact Wrestling                       | Джейм Сторм              |
| TNA титла на X дивизията             | Лашли                         | 13 юли 2016        | 21 юли 2016    | TNA Impact!                            | Еди Едуардс              |
| TNA световна отборна титла           | Декай (Абис и „Лудият“ Стийв) | 19 март 2016       | 26 април 2016  | Impact Wrestling                       | Джеймс Сторм и Боби Рууд |
| TNA титла на жените                  | Сиена                         | 12 юни 2016        | 12 юни 2016    | Tna Slammiversary                      | Джейд                    |
| TNA кралица на нокаутките            | Джейд                         | 17 март 2016       | 22 април 2016  | Оne night only: Knockouts knockdown IV | Страхотната Конг         |

## Международни телевизионни и радио излъчвания
| Страна                                      | ТВ                    |
| ------------------------------------------- | --------------------- |
| Австрия, Германия, Швейцария                | Sky Deutschland       |
| Австралия                                   | Fuel TV               |
| Канада                                      | The Fight Network     |
| Чад, Гана, Нигерия, Судан, Уганда, Зимбабве | Setanta Sports Africa |
| Дания                                       | Canal 9               |
| Франция                                     | Ma Chaine Sport       |
| Италия                                      | GXT                   |
| Израел                                      | EGO Total             |
| Мексико                                     | 52MX                  |
| Португалия                                  | Sport TV              |
| Обединено кралство и Ирландия               | Challenge             |